# Lądowisko Międzylesie
Lądowisko Międzylesie – lądowisko sanitarne w Warszawie, w dzielnicy Wawer, położone przy Alei Dzieci Polskich 20. Przeznaczone jest do wykonywania startów i lądowań śmigłowców sanitarnych i ratowniczych w dzień i w nocy o dopuszczalnej masie startowej 5700 kg.
Zarządzającym lądowiskiem jest Instytut „Pomnik – Centrum Zdrowia Dziecka”. W 1991 roku zostało wpisane do ewidencji lądowisk Urzędu Lotnictwa Cywilnego pod numerem 17